# Église San Bernardino in Panisperna
L'église San Bernardino in Panisperna (en français : église Saint-Bernardin-à-Panisperna) est une église romaine située dans le rione de Monti dans la via Panisperna. Elle est dédiée au moine franciscain Bernardin de Sienne.

## Historique
Cette église, construite à la demande du pape Clément VIII sur les ruines de l'ancien monastère de Sainte Veneranda à la fin du XVIe siècle-début du XVIIe siècle, est consacrée en 1625.

## Architecture
La coupole possède une fresque de Bernardino Gagliardi représentant la Gloire de Saint Bernardin et des autres saints franciscains. La porte de la sacristie porte une peinture de Giovanni Baglione représentant les Saints François, Claire et Agathe.

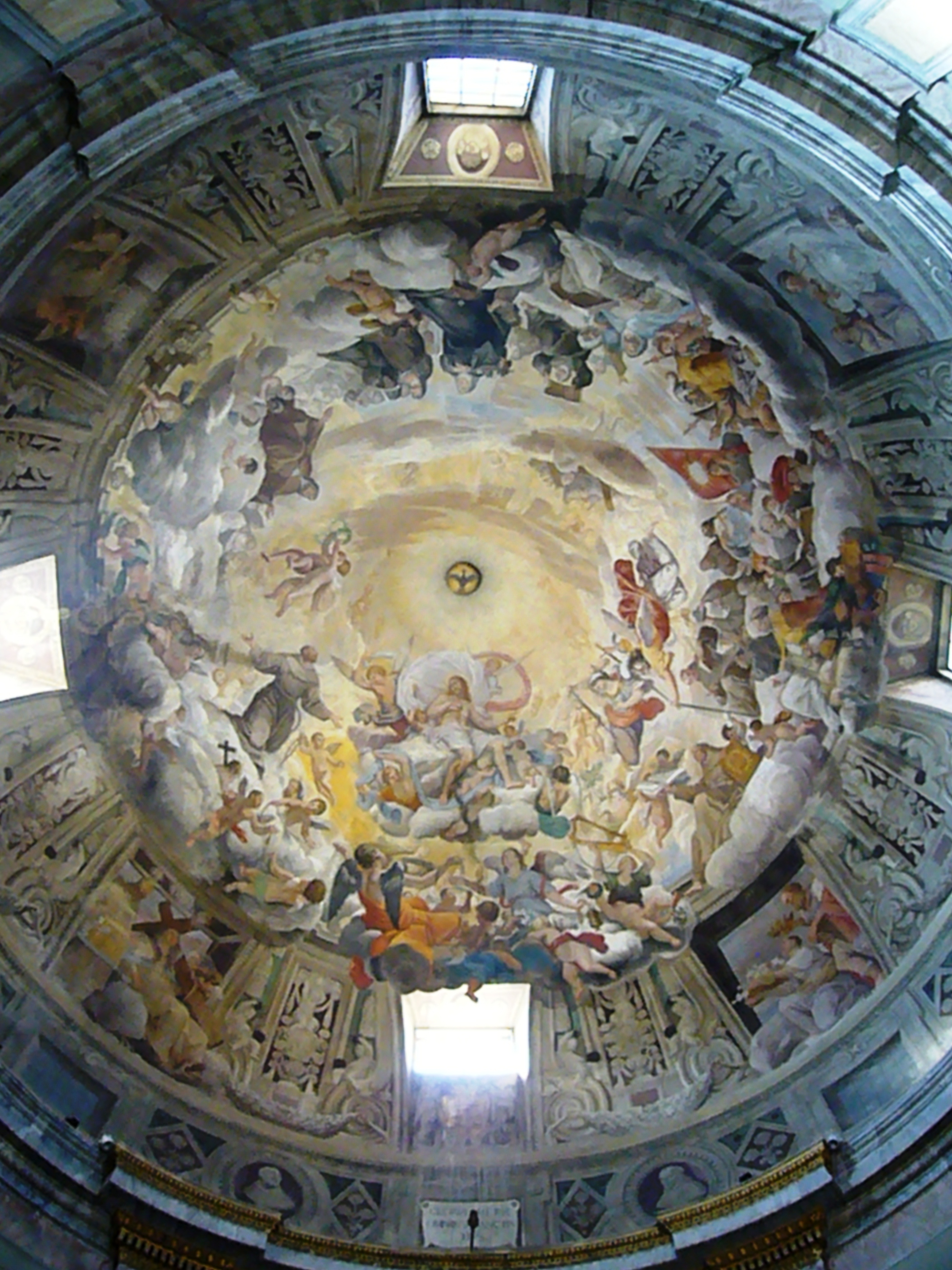
Coupole peinte
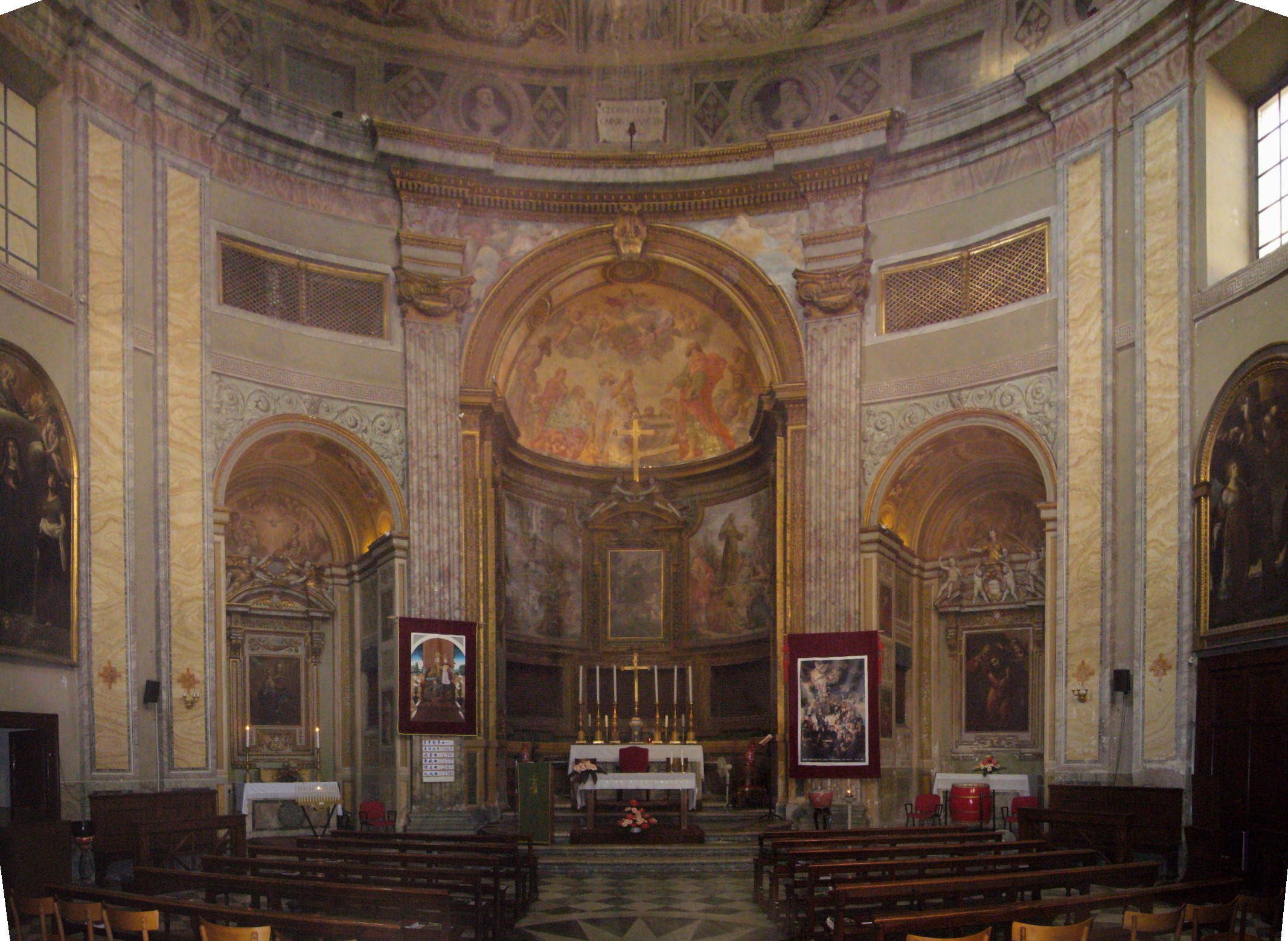
Intérieur
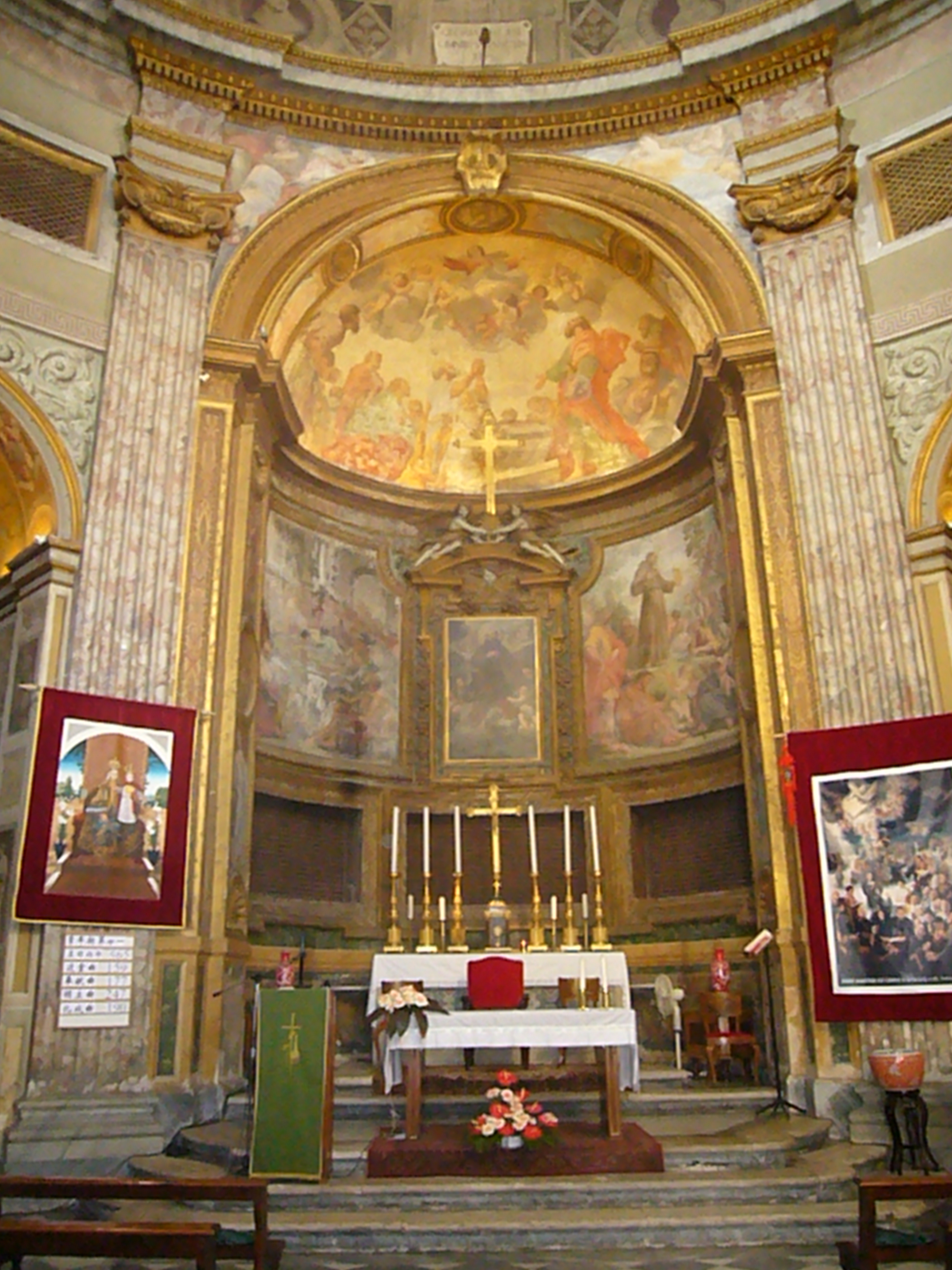
Autel